# Jan Eliasberg
Jan Pringle Eliasberg (New York City, 6 gennaio 1954) è una regista e sceneggiatrice statunitense.

## Biografia
Nata a New York City è figlia di una insegnante di inglese e di un alto dirigente della Columbia Broadcast Group. SI è laureata magna cum laude alla Wesleyan University nel 1974, ha ottenuto anche un Master's degree alla Yale School of Drama nel 1981, tuttavia lavorava nel mondo dello spettacolo fin dal 1973, quando fondò uno compagnia teatrale.
Debuttò come regista televisiva nel 1986 in un episodio di Cagney & Lacey e successivamente in Miami Vice, diventando la prima regista donna della serie (seguiranno Gabrielle Beaumont e Michelle Manning). Nel corso degli anni ha diretto episodi di molte serie televisive tra cui Dawson's Creek, Ghost Whisperer, Sisters, NCIS: Los Angeles, Da un giorno all'altro, Oltre la legge - L'informatore, Nashville.
Nel 1988 ha esordito nel mondo del cinema con il film indipendente Lovers, Partners & Spies, tre anni dopo ha diretto il suo primo ed unico film nel circuito mainstream, dal titolo Le mani della notte.